# Torns IF
Torns Idrottsförening ist ein schwedischer Fußballverein aus Stångby, einem Vorort von Lund.

## Geschichte
Torns IF wurde am 30. März 1965 gegründet. Der Klub spielte überwiegend in unterklassigen Ligen.
In der Spielzeit 2010 belegte Torns IF in der sechstklassigen Division 4 Skåne Sydvästra den ersten Platz und stieg in die Division 3 auf. Im darauffolgenden Jahr gelang der Durchmarsch in die Division 2. Mit Ausnahme der Saison 2015, als das Team Achter wurde, belegte Torns IF dreimal den dritten und einmal den vierten Platz. Am Ende der Spielzeit 2017 sicherte sich Torns IF die Meisterschaft in der Division 2 Östra Götaland und stieg in die drittklassige Division 1 Södra auf.
Seit 1983 ist der Verein Eigentümer und Betreiber der Tornhallen, einer großen Sporthalle mit Cafeteria. Dort organisiert und veranstaltet der Klub an den Wochenenden von Oktober bis Februar die Stångbymässan (dt. Stångby-Messe), einen Kunsthandwerkermarkt.
Anlässlich seines 50-jährigen Bestehens gab Torns IF ein Buch über die Geschichte des Vereins heraus.
Neben dem Fußball betreibt der Verein eine Tennis- und Fitnesssparte.

## Persönlichkeiten
Der ehemalige zweifache schwedische Nationalspieler Oskar Rönningberg und der FIFA-Schiedsrichter Andreas Ekberg begannen bei Torns IF mit dem Fußballspielen.